# Bedmar y Garcíez
Bedmar i Garcíez és un municipi de província de Jaén, en la comarca de Sierra Mágina, amb 3.185 habitants (INE 2006). Fins a 1975, tant Bedmar com Garcíez eren municipis independents.